# Revolver (album)
Revolver – siódmy studyjny album brytyjskiego zespołu The Beatles. Producentem płyty był George Martin. Album został wydany 5 sierpnia 1966 roku, ale w brytyjskich stacjach radiowych piosenki z płyty pojawiły się już w lipcu, tworząc zapowiedź nadchodzących radykalnych zmian w twórczości studyjnej zespołu. W większości piosenek zostało użyte brzmienie gitar elektrycznych, co kontrastuje z poprzednim, folkrockowym albumem Rubber Soul.
Płyta jest kamieniem milowym w historii muzyki rozrywkowej. Właściwie od niej Beatlesi zaczęli różnorodne eksperymenty muzyczne. Na niej znalazły się m.in. „Eleanor Rigby” - pierwsza piosenka zespołu rozrywkowego nagrana wyłącznie przy akompaniamencie instrumentarium wykorzystywanego dotychczas w muzyce klasycznej, jedna z najlepszych piosenek Beatlesów (według Johna Lennona) - „Here, There and Everywhere” oraz jedna z najbardziej znanych - „Yellow Submarine”. Jest tutaj również utwór „Tomorrow Never Knows”, który był inspiracją dla wielu późniejszych artystów związanych z muzyką psychodeliczną i elektroniczną. „Love You To” jest jednym z pierwszych utworów ragarockowych w historii, a w „I'm Only Sleeping” można usłyszeć jeden z pierwszych przykładów dźwięku puszczonego od tyłu, jak również w „Rain" (wydanym na singlu). W 2003 album został sklasyfikowany na 3. miejscu listy 500 albumów wszech czasów magazynu Rolling Stone.

## Okładka
Autorem ilustracji na okładce jest pochodzący z Niemiec basista i plastyk Klaus Voormann, który był jednym z pierwszych przyjaciół zespołu, poznanym podczas występów w  Hamburgu. W czasie wydania albumu, Voormann był członkiem grupy Manfred Mann.
Ilustracja to połączenie rysunku i kolażu złożonego z fotografii Roberta Whitakera, który jest także autorem zdjęć z tylnej okładki.
Voormann zamieścił na swojej ilustracji także własny wizerunek. Wklejony jest on po prawej stronie na włosach George'a Harrisona. Na okładce kompilacji Anthology 3, stanowiącej kolaż okładek albumów The Beatles, zdjęcie plastyka zastąpione zostało nową fotografią.
Ilustracja Voormanna wykorzystana została także na okładce singla „When We Was Fab” George'a Harrisona. Znalazł się tam wizerunek muzyka w wersji z albumu Revolver oraz stworzony na nowo, zaktualizowany portret.

## Tytuł
Tytuł Revolver, tak jak nazwa poprzedniej płyty, Rubber Soul, jest grą słów. Odnosi się ona zarówno do rodzaju broni palnej jak i odwracania (ang. revolving) próbek dźwięku w czasie, jakie zastosowano podczas nagrywania albumu.
Grupa miała pewne trudności z wyborem tytułu. Według książki Paul McCartney: Many Years from Now Barry'ego Milesa, zespół pierwotnie miał zamiar nazwać album Abracadabra, lecz odkrył, że tytuł ten został już użyty przez innych muzyków. Na wieść o tym powstało kilka nowych propozycji. John Lennon chciał nazwać płytę Four Sides of the Eternal Triangle, zaś Ringo Starr zasugerował After Geography, żartując z wydanego niedługo wcześniej Aftermath The Rolling Stones. Pomysł perkusisty także bazował na grze słów. Człon „math” w Aftermath (ang. następstwo, pokłosie) znaczy bowiem „matematyka”. Innymi pomysłami na tytuł albumu były Magical Circles, Beatles on Safari, Pendulum i, ostatecznie, Revolver, na który zgodzili się wszyscy beatlesi.
Nazwa została wybrana na przełomie czerwca i lipca 1966, gdy grupa odbywała trasę koncertową w Japonii. Ze względów bezpieczeństwa, zespół spędzał dużo czasu w swoim pokoju w tokijskim hotelu Hilton. Tytuł Revolver miał zostać przyjęty, gdy cała czwórka tworzyła wspólnie dużych rozmiarów, psychodeliczny obraz.

## Lista utworów
Wszystkie piosenki autorstwa duetu Lennon/McCartney, poza zaznaczonymi

### Wersja brytyjska

#### Strona pierwsza
| 1. | „Taxman” (Harrison)          | 2:39  |
|    |                              |       |
| 2. | „Eleanor Rigby”              | 2:07  |
|    |                              |       |
| 3. | „I'm Only Sleeping”          | 3:02  |
|    |                              |       |
| 4. | „Love You To” (Harrison)     | 3:01  |
|    |                              |       |
| 5. | „Here, There and Everywhere” | 2:25  |
|    |                              |       |
| 6. | „Yellow Submarine”           | 2:40  |
|    |                              |       |
| 7. | „She Said, She Said”         | 2:38  |
|    |                              |       |
|    |                              | 18:32 |
|    |                              |       |

#### Strona druga
| 1. | „Good Day Sunshine”             | 2:09  |
|    |                                 |       |
| 2. | „And Your Bird Can Sing”        | 2:01  |
|    |                                 |       |
| 3. | „For No One”                    | 2:01  |
|    |                                 |       |
| 4. | „Doctor Robert”                 | 2:16  |
|    |                                 |       |
| 5. | „I Want to Tell You” (Harrison) | 2:29  |
|    |                                 |       |
| 6. | "Got to Get You into My Life"   | 2:30  |
|    |                                 |       |
| 7. | „Tomorrow Never Knows”          | 2:57  |
|    |                                 |       |
|    |                                 | 16:23 |
|    |                                 |       |

### Wersja amerykańska
Wydanie amerykańskie różniło się od brytyjskiego ilością utworów. Usunięto piosenki „I'm Only Sleeping”, „And Your Bird Can Sing” i „Doctor Robert”, które wcześniej wydano na albumie „Yesterday and Today”.

#### Strona pierwsza
| 1. | „Taxman” (Harrison)          | 2:39  |
|    |                              |       |
| 2. | „Eleanor Rigby”              | 2:07  |
|    |                              |       |
| 3. | „Love You To” (Harrison)     | 3:01  |
|    |                              |       |
| 4. | „Here, There and Everywhere” | 2:25  |
|    |                              |       |
| 5. | „Yellow Submarine”           | 2:40  |
|    |                              |       |
| 6. | „She Said She Said”          | 2:37  |
|    |                              |       |
|    |                              | 15:29 |
|    |                              |       |

#### Strona druga
| 1. | „Good Day Sunshine”             | 2:09  |
|    |                                 |       |
| 2. | „For No One”                    | 2:01  |
|    |                                 |       |
| 3. | „I Want to Tell You” (Harrison) | 2:29  |
|    |                                 |       |
| 4. | „Got to Get You into My Life”   | 2:30  |
|    |                                 |       |
| 5. | „Tomorrow Never Knows”          | 2:57  |
|    |                                 |       |
|    |                                 | 12:06 |
|    |                                 |       |

## Twórcy
Według Marka Lewisohna i Allana W. Pollacka.
- John Lennon – śpiew, podkład wokalny, gitara rytmiczna, gitara akustyczna, pętle i inne efekty dźwiękowe, organy Hammonda, fisharmonia, pstryknięcia palcami, klaskanie, tamburyn
- Paul McCartney – śpiew, podkład wokalny, gitara basowa, pętle i inne efekty dźwiękowe, klawikord w „For No One”, gitara prowadząca w „Taxman”, klaskanie, pstryknięcia palcami
- George Harrison – śpiew, podkład wokalny, gitara prowadząca, rytmiczna i akustyczna, tanpura, klaskanie, pstryknięcia palcami, tamburyn i marakasy w „Yellow Submarine” i „Doctor Robert”
- Ringo Starr – śpiew, perkusja, tamburyn, marakasy

### Gościnnie
- George Martin – fortepian w „Good Day Sunshine” i „Tomorrow Never Knows”, organy Hammonda w „Got to Get You into My Life”, sample orkiestry marszowej w „Yellow Submarine”, dyrygent muzyków sesyjnych
- Geoff Emerick – sample orkiestry marszowej w „Yellow Submarine”
- Alan Civil – waltornia w „For No One”
- Mal Evans – bęben basowy i podkład wokalny w „Yellow Submarine”
- Anil Bhagwat – tabla w „Love You To”
- Marianne Faithfull – podkład wokalny w „Yellow Submarine” (nie wymieniona na okładce)
- Brian Jones – hałasy w tle w „Yellow Submarine” (nie wymieniony na okładce)
- Donovan – podkład wokalny w „Yellow Submarine” (nie wymieniony na okładce)
- muzycy sesyjni: 4 skrzypce, 2 altówki i 2 wiolonczele w „Eleanor Rigby”; sekcja instrumentów dętych w „Got to Get You into My Life”

### Produkcja
- George Martin – producent
- Geoff Emerick – operator dźwięku